# 사쿠라촌 (미에현)
사쿠라촌(桜村)은 미에현 미에군에 설치되었던 촌이다. 현재의 욧카이치시 남서부에 해당한다.